# Catalina Navarro Kirner
Catalina Navarro Kirner (* 19. März 1979 in Augsburg) ist eine deutsche Film- und Theaterschauspielerin.

## Leben
Catalina Navarro Kirner ist die Tochter eines Spaniers und einer Deutschen und wuchs zweisprachig auf. Von 1999 bis 2002 absolvierte sie eine Schauspielausbildung am Schauspiel München.
Seit 2013 spielt sie in der Fernsehserie Frühling in mehreren Filmen die Rolle der Heidrun Niedermayer. Sie spielt auch an verschiedenen Theatern. Seit mehreren Jahren tritt sie vermehrt am TamS in München auf.
Catalina Navarro Kirner ist mit dem Architekten Helmut Rudolf Peuker verheiratet und hat zwei Söhne. Sie lebt in München und zeitweise in Mallorca.

## Filmografie (Auswahl)
- 2010: Blond bringt nix (Fernsehfilm)
- 2012: Jeder Tag zählt (Fernsehfilm)
- 2012: Drei Stunden
- 2012: Der Cop und der Snob (Fernsehserie, 1 Folge)
- 2012: Mord mit Aussicht (Fernsehserie, 1 Folge)
- 2012: Das Meisterstück (Kurzfilm)
- 2013: München Mord: Wir sind die Neuen (Fernsehfilm)
- seit 2013: Frühling (Fernsehfilmreihe)
  - 2013: Frühlingskinder
  - 2014: Frühlingsgeflüster
  - 2018: Gute Väter, schlechte Väter
  - 2019: Das verlorene Mädchen
  - 2019: Weihnachtswunder
  - 2020: Genieße jeden Augenblick
  - 2020: Spuren der Vergangenheit
  - 2020: Liebe hinter geschlossenen Vorhängen
  - 2021: Große kleine Lügen
  - 2021: Weihnachtsgrüße aus dem Himmel
  - 2022: Das erste Mal
  - 2023: Kleiner Engel, kleiner Teufel
  - 2023: Das Geheimnis vom Rabenkopf
  - 2023: Lauf weg, wenn du kannst
  - 2024: Ein Zebra im Gepäck
  - 2024: Die verschwundenen Eltern
  - 2024: Wenn die Zeit stehen bleibt
  - 2024: Blick ins Morgen
  - 2024: Mit dem Feind im Bett
  - 2024: Holla, die Waldfee
  - 2025: Die Mutter, die es nie gab
  - 2025: Ich such dich!
  - 2025: Babyalarm
  - 2025: Wenn du nicht still bist, dann…
  - 2025: Mein Geheimnis, dein Geheimnis
- 2014: Let’s go! (Fernsehfilm)
- 2015: Krippenwahn (Kurzfilm)
- 2016: Willkommen bei den Hartmanns
- 2016: Herzblut. Ein Kluftingerkrimi (Fernsehfilm)
- 2018: Hubert und Staller (Fernsehserie, 1 Folge)
- 2018: Die Bergretter (Fernsehserie, 1 Folge)
- 2019: Polizeiruf 110: Die Lüge, die wir Zukunft nennen (Fernsehfilm)
- 2021: Fabian oder Der Gang vor die Hunde
- 2023: Zimmer mit Stall – Das Blaue vom Himmel (Fernsehreihe)
- 2024: Alter weißer Mann

## Hörspiele
- 2010: Sylvia Schreiber: Starke Stücke für Kinder: Der Nussknacker. Nach Der Nussknacker von Peter Tschaikowsky. BR/Igel Records.[2]